# Cephalotes rohweri
Espèce
Cephalotus rohweri est une espèce de fourmis arboricoles du genre Cephalotes. Elles se caractérisent par la forme particulière de leur tête et leur capacité à se diriger lorsqu'elles chutent d'un arbre.

## Distribution
Les fourmis Cephalotes rohweri vivent principalement dans le désert de Sonora dans le sud-ouest des États-Unis et dans le nord-ouest du Mexique;

## Biologie
Elles établissent leurs nids dans les cavités abandonnées de coléoptères, dans les arbres et arbustes du genre Parkinsonia. Elles se nourrissent principalement du pollen de ces arbres et n'ont donc pas besoin (ou peu) de s'aventurer au sol. Les colonies comptent environ 50 à 300 individus, et ont souvent plusieurs reines reproductrices.